# Clara Luz Roldán
Clara Luz Roldán González (Medellín, 10 de abril de 1961) es una política colombiana. Fue directora de Coldeportes donde se desempeñó entre 2016 y 2018 y gobernadora del departamento del Valle del Cauca entre 2020 y 2023.

## Biografía
Es hija de la empresaria Nuri González y el músico Francisco Javier Roldán.
Nació en Medellín el 10 de abril de 1961, pero se radicó en Cali en 1981 año en el que tuvo su primer hijo a los 19 años, año en el cual comenzó a estudiar  Administración de Empresas en la Seccional Cali de la Universidad Libre graduándose como Administradora de Empresas donde además fue elegida como representante estudiantil ante el consejo académico de la Universidad. Luego fue elegida en la Junta de Acción Comunal del barrio La Flora, al norte de Cali, donde vive desde hace veinte años. En 2007 fue elegida Concejal de la ciudad de Cali con 8317 votos. Cuenta con una especialización en derecho laboral y desarrollo urbano y se desempeñó como secretaria general de obras públicas en Cali, además de estar al frente de la Secretaría de Bienestar.
Ejerció como Consejera de Paz de Cali, Contralora Nacional Delegada para el Valle del Cauca, Secretaria General y de Obras Públicas, Secretaria de Bienestar Social y concejal de Cali.
Se erigió como la primera mujer en ocupar la Secretaría de Deporte y Recreación donde promovió la actividad física y los estilos de vida saludable e impulsó la construcción de 471 obras de infraestructura deportiva, además de la recuperación de más de 300 parques del área metropolitana de la capital vallecaucana. Colaboró en la realización de los Juegos Mundiales de 2013, el  Mundial de Ciclismo de Pista en 2014 y el Mundial Juvenil de Atletismo en el 2015. Fue la primera mujer en la gerencia de Indervalle, entidad en la cual promovió el programa "Valle Oro Puro" que buscó repatriar a los deportistas del departamento que estaban entrenando en ligas de otras regiones como Bogotá, a punta de apoyo deportivo, médico y recursos para ir a los campeonatos nacionales y mundiales. En 2016 fue nombrada por el entonces presidente Juan Manuel Santos como directora de Coldeportes.
Fue elegida Gobernadora del Valle del Cauca el 27 de octubre de 2019 con 953.358 votos siendo así la gobernadora más votada del país.